# Casemod

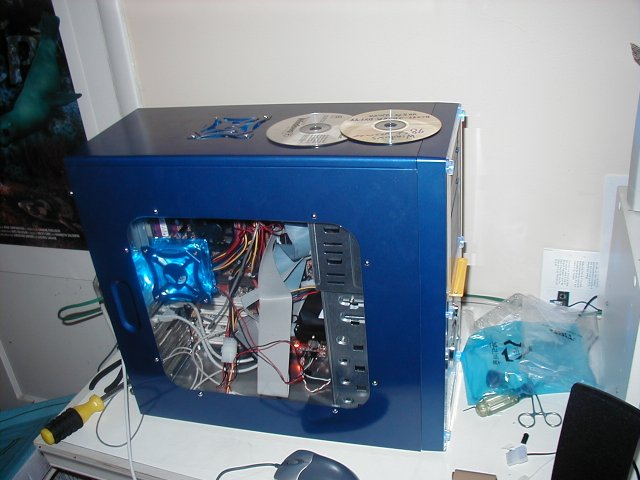
Casemod

Casemod é a modificação do gabinete de um computador. O termo é originado da língua inglesa, formado pela junção de "Case" (que significa caixa, gabinete) e "Mod" (significa a contração de modificação). Muitas pessoas, particularmente entusiastas em hardware usam o casemod para ilustrar o poder do computador (mostrando o hardware interno), e também por propósitos estéticos. Gabinetes também são modificados para melhorar a performance do computador.

## História

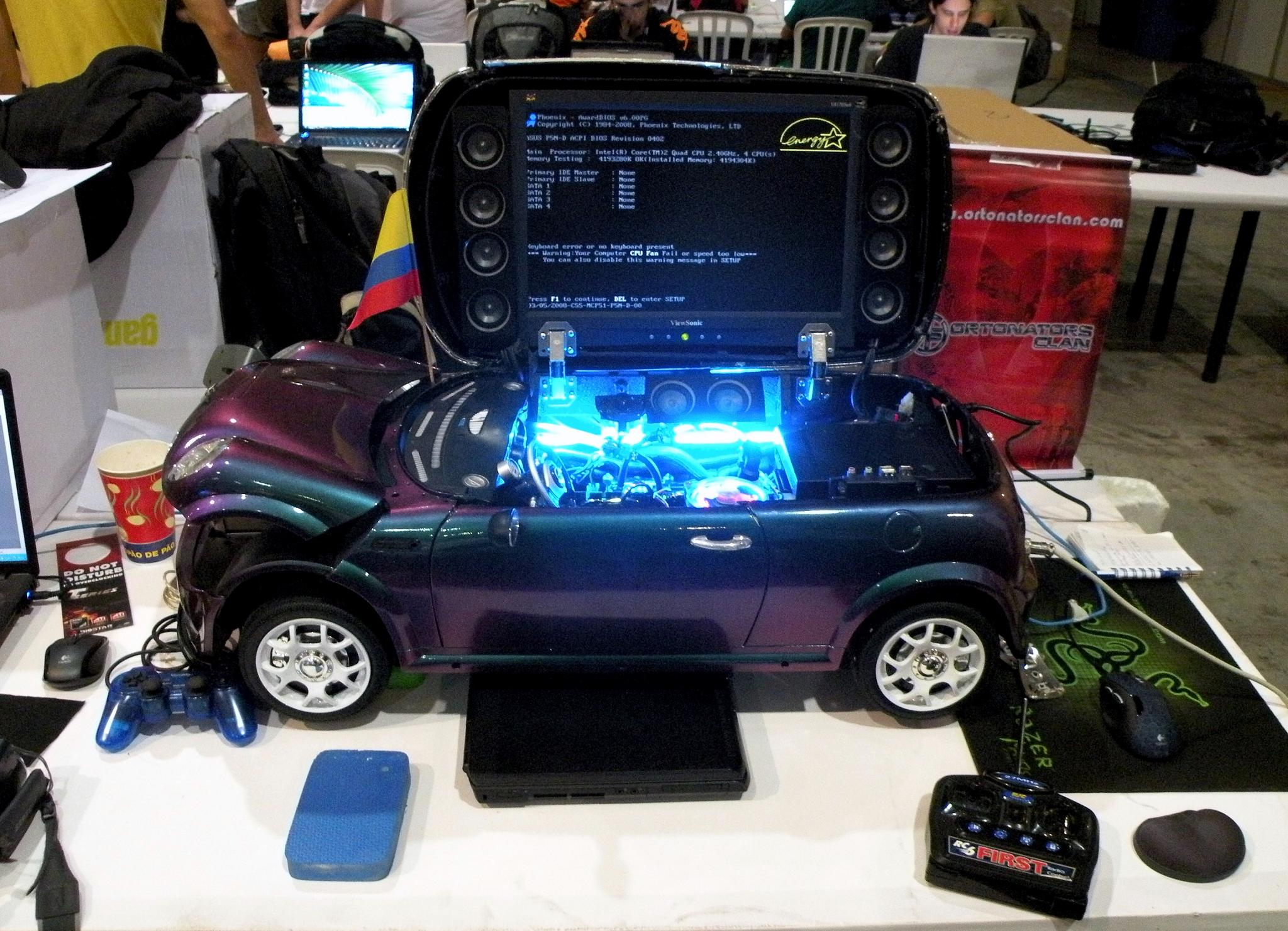
Casemod no Campus Party Brasil 2009

Não existe um registro de como o casemod surgiu. Na verdade, acredita-se que a necessidade de agregar recursos funcionais de alguns usuários motivou as primeiras modificações estruturais nos gabinetes de computador.
O objetivo inicial destas modificações era melhorar a refrigeração interna dos computadores através de abertura de passagens de ar, adaptação de ventiladores auxiliares na estrutura dos gabinetes e instalação de sistemas de refrigeração à agua (watercooler).
Não obstante, a busca por maior desempenho de placas e componentes (hardware) desses computadores, a partir da utilização de programas (softwares) mais exigentes (como jogos, modeladores 3D e CAD dentre outros), impulsionou a realização do overclocking, o que, por sua vez, foi tornando cada vez mais necessária a prática do casemod.
Modificações estéticas também tornaram-se bastante comuns. Pinturas personalizadas, painéis de acrílico e luzes coloridas passaram a ser bastante utilizadas pelos aficionados, ou modders, como são conhecidos.
Percebendo esta tendência, a indústria passou a produzir linhas de produtos específicos para casemod. Hoje em dia é possível encontrar no comércio especializado peças para computador em cores variadas, gabinetes com janelas transparentes e sistemas de refrigeração de alto-desempenho.
Mas os dois grandes diferenciadores na prática do casemod são, em primeiro lugar, a auto execução - onde o próprio usuário cria e executa o seu projeto, segundo as suas necessidades e senso estético - e a exclusividade - onde cada máquina torna-se assim, uma peça única e diferenciada.

## Modificações mais comuns

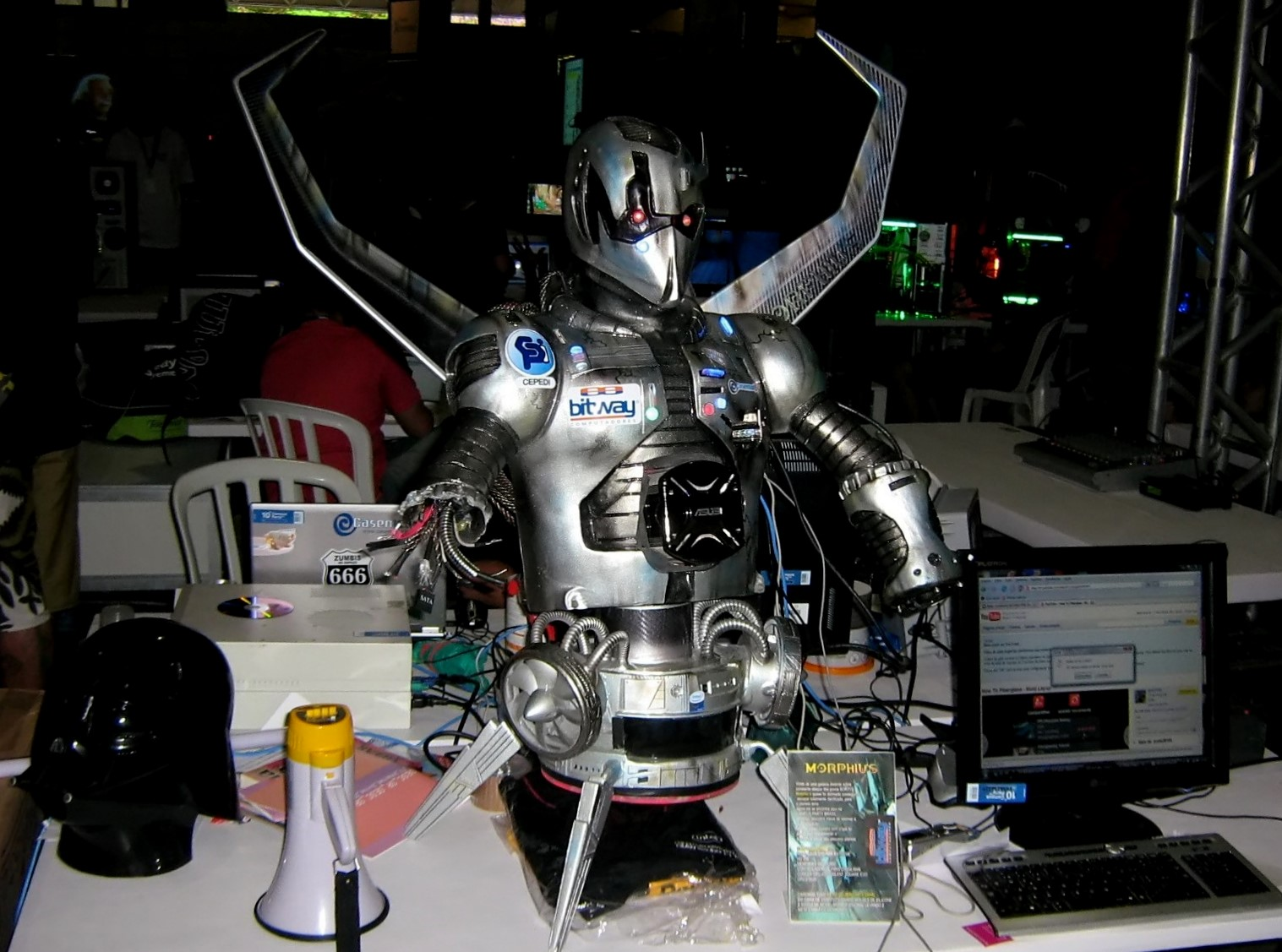
Casemod na Campus Party Brasil

Window mods: Consiste em colocar uma janela em um dos painéis do gabinete. É mais frequente no painel esquerdo, e menos frequente no painel superior. Esta modificação é tão popular que muitas fábricas de gabinetes agora oferecem gabinetes com janelas pré-instaladas. Algumas companias também oferecem gabinetes feitos de materiais transparentes.
Lighting mods: Consiste em iluminar o gabinete por dentro ou por fora. É normalmente feito com LEDs e lâmpadas cold cathode (CCLs). As luzes podem estar combinadas com controladores de som que fazem as luzes pulsar de acordo com o som. CCLs são longos tubos de luz e geralmente produzem muito pouco calor. Lighting mods são mais frequente combinados com window mods para iluminar os componentes.
Cooling mods: Muitas modificações podem estar relacionadas a esta categoria. A mais comum é simplesmente furar um buraco para uma nova ventoinha, ou simplesmente instalar uma. Outras modificações incluem dutos de ar, resfriamento a base de água (water cooling), e abrir buracos para promover melhor circulação do ar. Essas modificações são frequentemente feitas por overclockers para obter melhor resfriamento em componentes quentes.
Pintura em spray: Pintar o gabinete é outro método de distinguir o seu trabalho dos outros. A pintura em spray é o método mais comum, preferido pelos casemodders amadores. Existem muitos tutoriais na internet que ensinam a pintura em spray para amadores. O acabamento não pode ser comparado para a pintura automotiva, mas é um jeito simples de mudar a aparência do gabinete.

## Modificações menos comuns

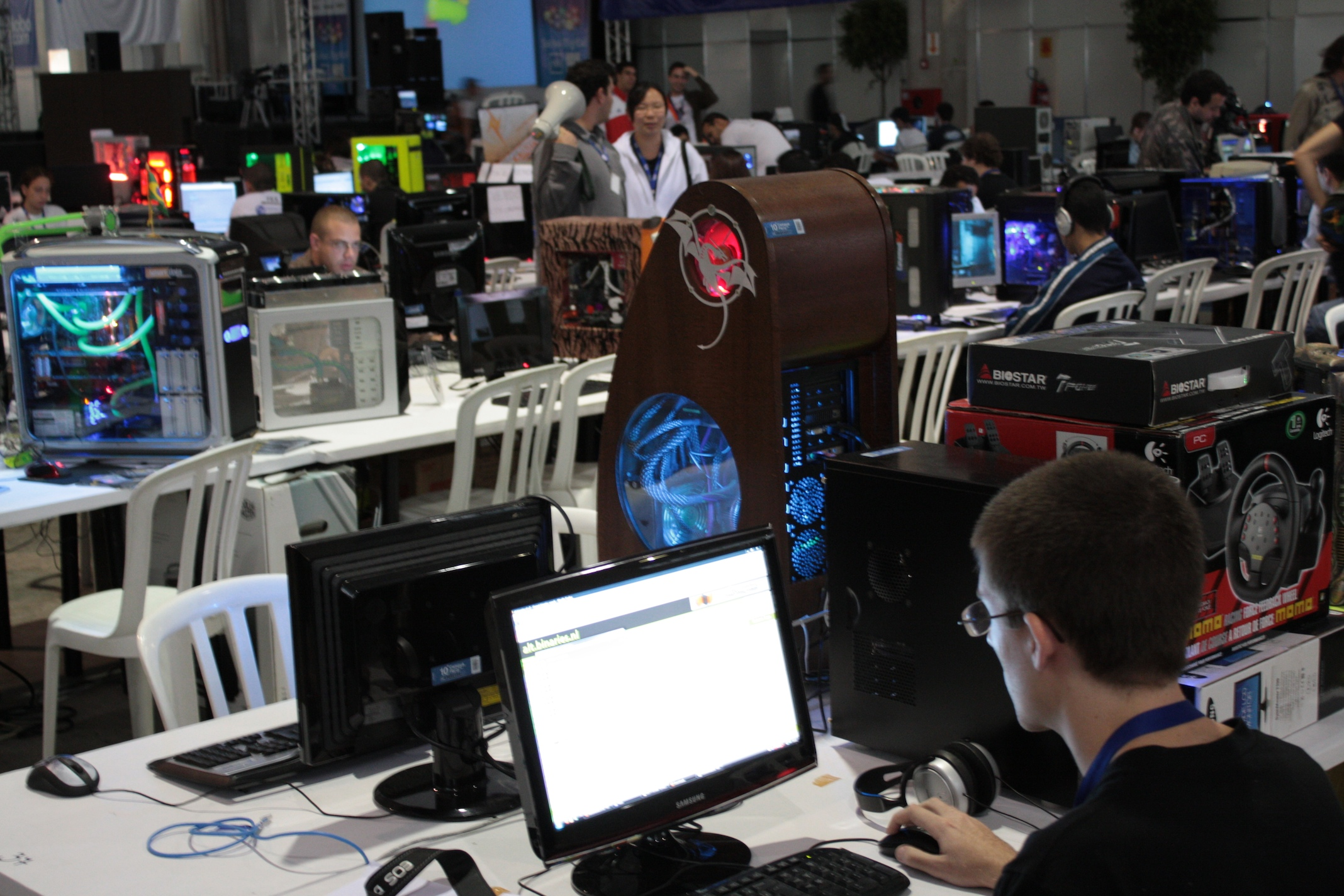
Alguns desktops que sofreram modificações

Pintura Automotiva: A pintura automotiva é a pintura usada em veículos. Este tipo de pintura requer um compressor de ar e uma pistola de tinta. É mais caro que a pintura em spray, mas a aparência é melhor e é muito mais durável.

## Tipos de Casemods
Peripheal mods: Periféricos como teclado, mouse, e caixas de som às vezes são pintados ou até modificados para combinar com o gabinete. Alguns casemodders, querendo fazer o computador mais portátil e conveniente, instalam alto-falantes e pequenas telas de LCD no gabinete.
Case building/Scratch building: Algumas pessoas também constroem seus gabinetes do zero. Alguns fazem disso um trabalho de arte, outros fazem o gabinete parecer algo diferente, como uma caixa de madeira, um galão de gasolina ou até montam ele na parede.
Component modding: Consiste em modificar os componentes do computador. Um exemplo é a recolocação de botões de drives óticos. Também é frequente a combinação com "stealthing", que esconde a visibilidade do drive de cd, com uma placa ou uma baia. Uma modificação de risco envolve instalar janelas no disco rígido. Isto é feito em uma sala limpa, onde a poeira é pouca. Poucas pessoas já fizeram, e o resultado varia. Alguns disco rígidos, incluindo o WD Raptor, agora vêm com uma janela padrão.
Laptop modding: Laptops podem ser modificados tanto quanto um gabinete comum. A maioria dos laptop mods consiste em uma nova pintura ou outros acabamentos. Alguns também preferem gravar ou cortar desenhos no atrás da tela do laptop. Para evitar violação de garantias, adesivos podem ser comprados, e também são fáceis de remover.